# Richard Taruskin
Richard Taruskin (New York, 2 aprile 1945 – Oakland, 1º luglio 2022) è stato un musicologo e violoncellista statunitense, nonché storico della musica, critico musicale e scrittore.

## Biografia
Nato in una famiglia di musicisti nella quale il padre era un buon violinista dilettante e la madre una pianista, Richard iniziò a studiare il violoncello e a suonare in trio con i suoi genitori.
Dopo essersi diplomato alla New York's High School of Music and Art, si iscrisse alla Columbia University dove si laureò con una tesi sui musicisti russi.
Iniziò la carriera di esecutore e fondò il coro Cappella Nova con allievi della Columbia University per poi suonare come violista da gamba nell'Aulos Ensemble dagli anni settanta agli anni novanta del XX secolo. 
Alla carriera concertistica affiancò l'attività di docente in diverse università. Da ultimo fu professore alla Università della California a Berkeley, presso la quale insegnò teoria dell'esecuzione musicale, musica russa, musica del XX secolo, teoria e analisi musicale.
Scrisse numerosi trattati sull'esecuzione della musica soprattutto del Rinascimento. Egli comunque assunse un atteggiamento molto critico sul movimento dell'esecuzione storica della musica antica e condusse una battaglia contro i fautori di questa corrente di pensiero.

## Scritti
- Russian Folk Melodies in "The Rite of Spring", in «Journal of the American Musicological Society» Vol. 33, No. 3 (Autumn, 1980), pp. 501–543
- Music in the Western World: A History in Documents, compiled and edited by Piero Weiss and Richard Taruskin, New York and London, 1984
- Chernomor to Kashchei: Harmonic Sorcery; or, Stravinsky's "Angle", in «Journal of the American Musicological Society» Vol. 38, No. 1 (Spring, 1985), pp. 72–142
- Chez Pétrouchka: Harmony and Tonality "chez" Stravinsky, in «19th-Century Music», Vol. 10, No. 3, Special Issue: Resolutions I (Spring, 1987), pp. 265–286
- Musorgsky: Eight Essays and an Epilogue, Princeton University Press, Princeton, 1993 – ISBN 0691091471
- Text and Act, Oxford University Press, 1995
- Stravinsky and the Russian Traditions: A Biography of the Works through Mavra, University of California Press, Berkeley and Los Angeles, 1996 – ISBN 9780520070998
- Defining Russia Musically: historical and hermeneutical essays, Princeton University Press, 1997
- The Oxford History of Western Music, 6 volumi, (Oxford University Press, 2005) (Kinkeldey winner, 2006)
- (EN) Andrew Baruch Wachtel, Scholl, Tim, Kennedy, Janet, Taruskin, Richard, Petrushka: Sources and Contexts, Northwestern University Press, 1998, ISBN 0-8101-1566-2.
- On Russian Music, University of California Press, Berkeley and Los Angeles, 2009 – ISBN 9780520249790
- The Danger of Music and Other Anti-Utopian Essays, University of California Press, Berkeley and Los Angeles, 2009 – ISBN 9780520249776